# Maria Irena Wierusz-Kowalska
Maria Irena Wierusz-Kowalska (Kościan, 7 april 1926 – Brussel, 27 december 1997) ook gekend als Tapta, is een Belgische beeldhouwster van Poolse afkomst.

## Levensloop
Ze is de dochter van Władysław Boye en Anna Maria Rzaśnicka, echtgenote van Krzysztof, kleinzoon van de schilder Alfred Wierusz-Kowalski. Ze verliet Polen tijdens de Tweede Wereldoorlog en vestigde zich in Brussel, waar ze vanaf 1945 aan de École de la Cambre studeerde. Van 1950 tot 1960 verbleef ze tien jaar in Belgisch Congo. Van 1976 tot 1990 gaf ze les in beeldhouwkunst aan de École de la Cambre en in 1980 leidde ze een workshop over beeldhouwkunst "Structure" in de Fondation de la Tapisserie in Doornik.

## Creativiteit
Tapta creëerde assemblages van flexibele materialen. De uitgebreide textielstructuren die ze creëerde waren van verschillende schaal. Van miniatuur tot monumentale architectonische oplossingen geïntegreerd in de omringende ruimte. Haar werk nam deel aan internationale weefinstallaties in o.a. Londen, Lausanne en Lodz. Ze had vele solotentoonstellingen. De werken van Maria Wierusz-Kowalska zijn te vinden in collecties van musea in Brussel, Lausanne, Antwerpen en vele privéverzamelingen.

## Werken
- 1985: Voûtes flexibles, metrostation Veeweyde/Veeweide in Brussel
- 1988: Niké ou Projection de forces, op de kruising van de rue des Bruyères en de rue Pierre-Joseph Redouté in Louvain-la-Neuve
- 1992: Transit, Musée en plein air du Sart Tilman, Universiteit van Luik
- 1992: Lieu de transition, Musée en plein air du Sart Tilman, Universiteit van Luik
- 1997: L'esprit ouvert, Emile Jacqmainlaan, Brussel

Soepele structuren
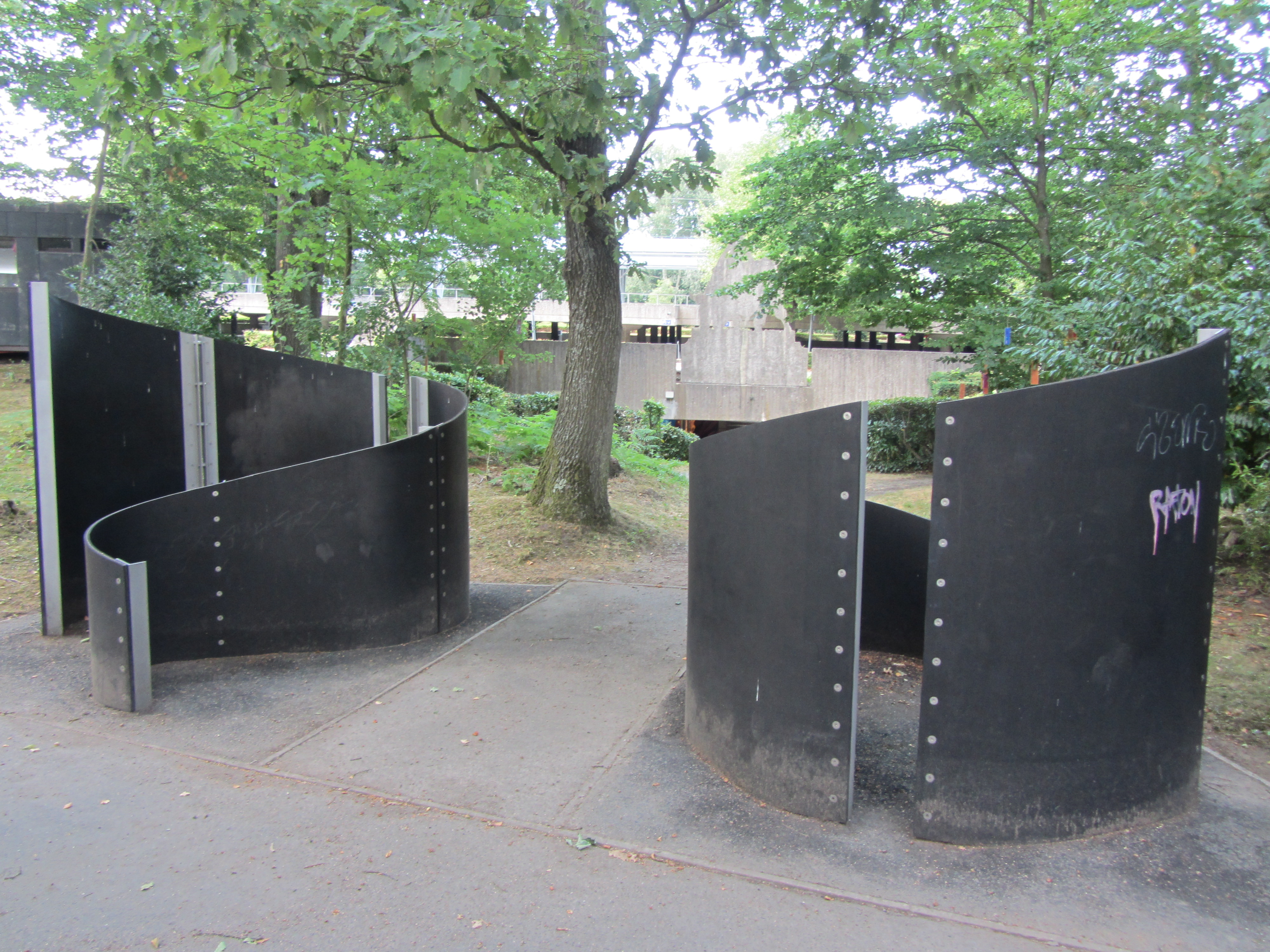
Transit, Musée en plein air du Sart Tilman, Universiteit van Luik
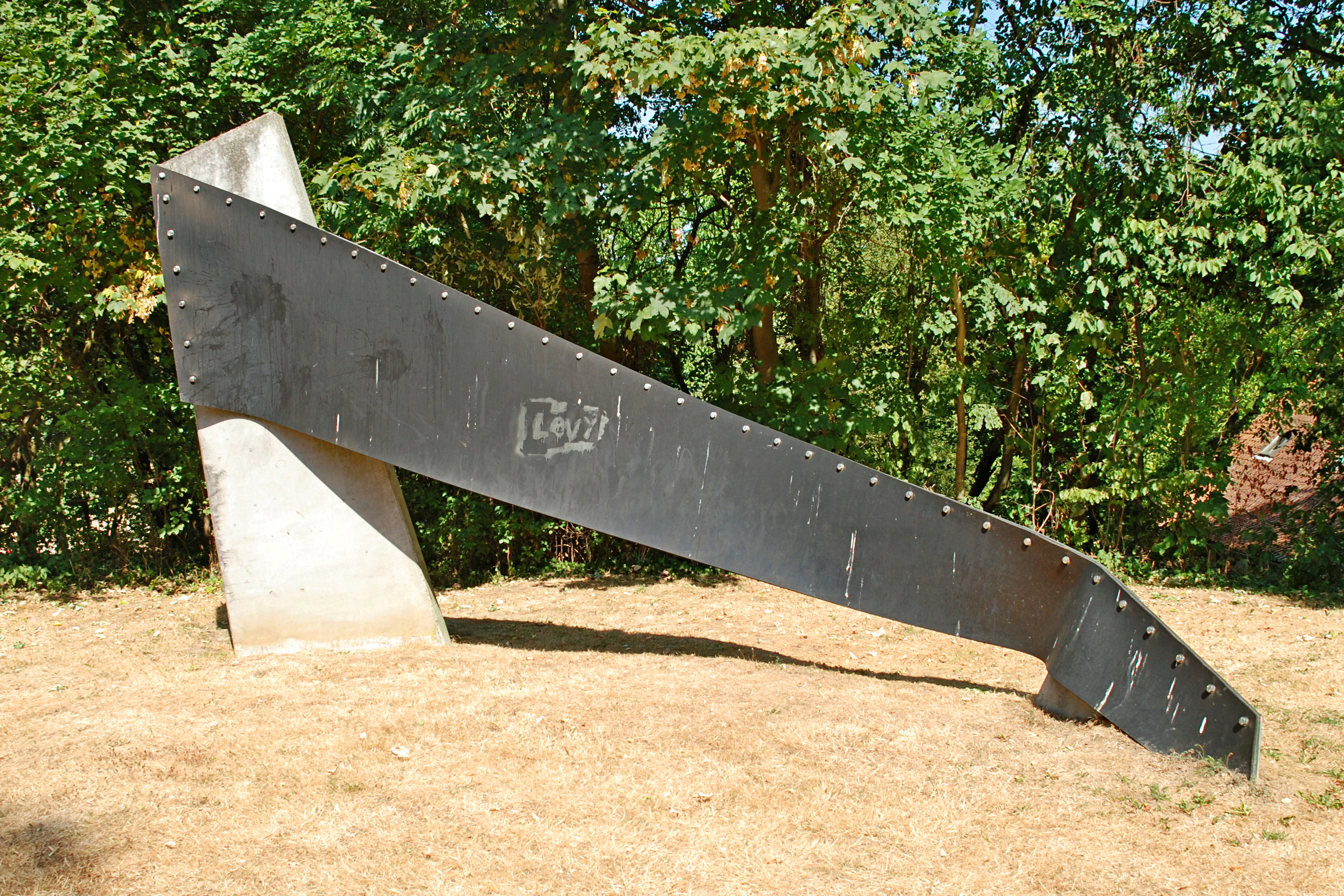
Niké ou Projection de forces, op de kruising van de rue des Bruyères en de rue Pierre-Joseph

- Bibliothèque nationale de France: cb15076231k (data)
- Gemeinsame Normdatei: 119015382
- International Standard Name Identifier: 0000 0003 8237 5801
- Library of Congress Control Number: no2003119459
- RKD-Nederlands Instituut voor Kunstgeschiedenis: 100225
- Union List of Artist Names: 500109553
- Virtual International Authority File: 264700757
- WorldCat: E39PBJbM9v8CC9FhPkXfR34KBP